# Italijanske oborožene sile
Italijanske oborožene sile (uradno italijansko Forze Armate dello Stato; kratica: FF.AA.) so oborožene sile Republike Italije, ki so bile ustanovljene leta 1946 z ustanovitvijo sodobne Italije. Sile nadzoruje profesionalni Vrhovni obrambni svet Italijanske republike, kateremu predseduje predsednik Italijanske republike.
Trenutno imajo oborožene sile 293.202 aktivnih pripadnikov, pri čemer ima Italija deseti največji obrambni proračun na svetu. Od leta 2004 Italija nima več naborniškega sistema, ampak ima popolnoma prostovoljne profesionalne oborožene sile.

## Zgodovina
Na podlagi referendumske odločitve je bila 18. junija 1946 razglašena italijanska republika in posledično so se preimenovale tudi dotedanje Kraljeve italijanske oborožene sile. Do leta 1949, ko je Italija vstopila v NATO, je bila država pod vojaškimi omejitvami, nato pa je prejela izdatno ameriško pomoč preko Programa skupne obrambne pomoči (Mutual Defence Assistance Programme).

## Organizacija
Znotraj Italijanskih oboroženih sil obstajajo naslednje veje:
- Italijanska kopenska vojska (od leta 1946),
- Italijanska vojna mornarica (od leta 1946),
- Italijansko vojno letalstvo (od leta 1946) in
- Korpus karabinjerjev (od leta 2000) in
- Finančna straža (od leta 1946).

Prve štiri veje upravlja Obrambno ministrstvo, Finančno stražo pa Finančno ministrstvo.
Pod Italijanske oborožene sile pa spadajo še nekatere druge (pol)avtonomne, paravojaške organizacije: 
- Vojaški korpus Rdečega križa Italije,
- Korpus prostovoljnih bolničark Rdečega križa Italije,
- Vojaški korpus Suverenega malteškega vojaškega reda (s Korpusom prostovoljnih bolničark SMOM) in
- Vojaški ordinariat Italije.

Policija ni šteta med državne oborožene sile, saj ne velja za vojaško organizacijo. Njene naloge so namreč predvsem vzdrževanje javnega reda, zato je vključena v Notranje ministrstvo.

## Vodstvo
Trenutno (2011) vodstvo Italijanskih oboroženih sil sestavljajo naslednje osebe:
- vrhovni poveljnik: predsednik Republike Giorgio Napolitano,
- minister za obrambo: Ignazio La Russa,
- vodja Vrhovnega obrambnega sveta Italije: general Biagio Abrate,
- generalni obrambni sekretar in nacionalni direktor za oborožitev: korpusni general Claudio Debertolis,
- podvodja Vrhovnega obrambnega sveta Italije: korpusni general Carlo Gibellino in
- poveljnik Operativnega poveljstva za skupno delovanje: korpusni general Giorgio Cornacchione.